# Jednoplošník

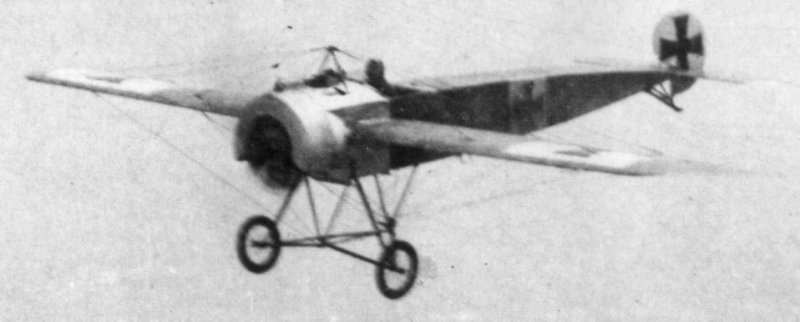
Ukořistěný Fokker E.III 210/16 za letu v Upavon, Wiltshire v roce 1916.

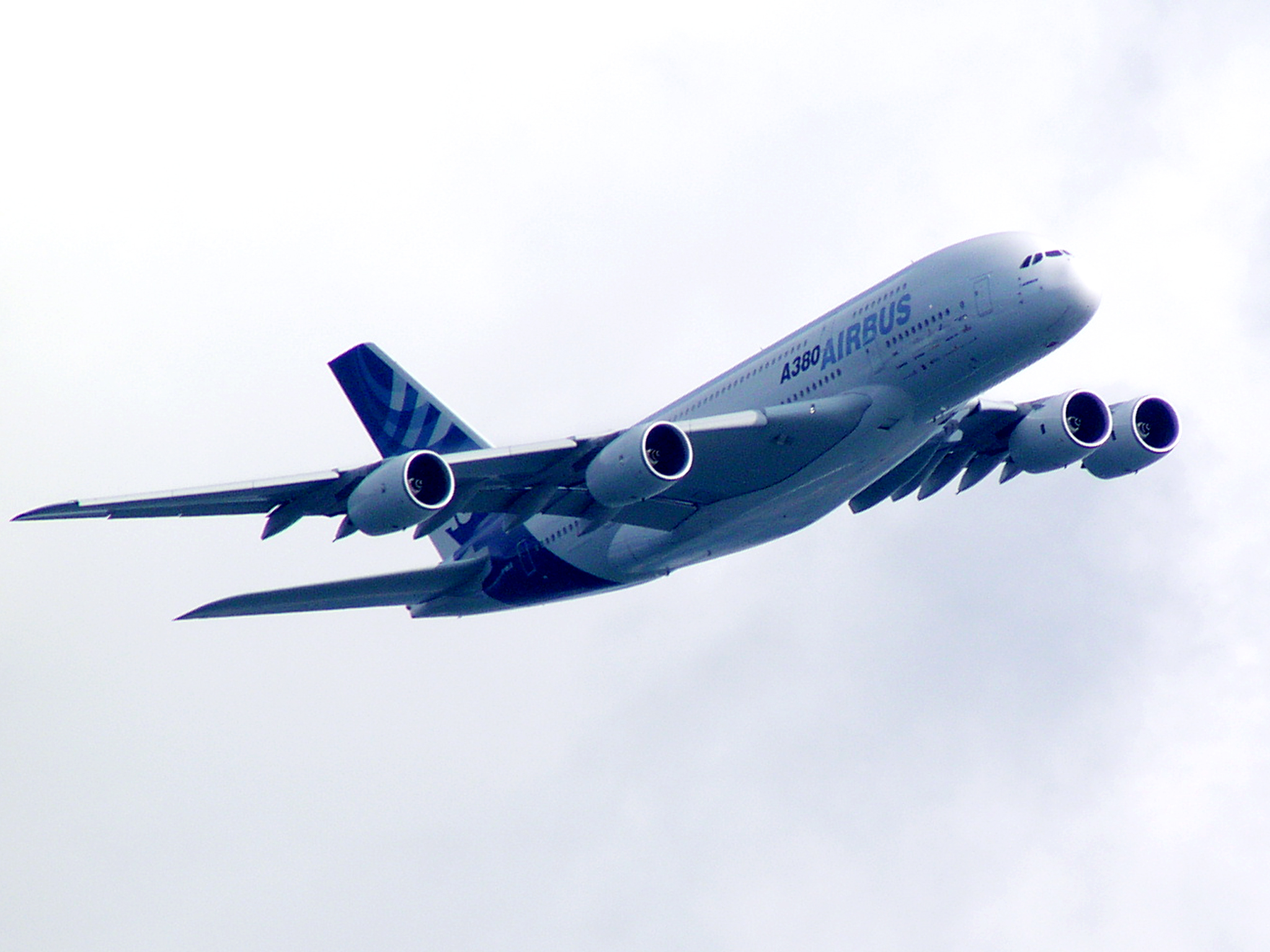
Jednoplošník (dolnoplošník) Airbus A380

Jednoplošník je letadlo s jedinou pevnou nosnou plochou, na rozdíl od dvouplošníku.
Jednoplošníky lze rozdělit podle místa, kde se křídla napojují na trup, na
- dolnoplošníky – spodní strana křídla je na úrovni se spodkem trupu,
- středoplošníky – křídlo je umístěno zhruba v půli trupu,
- hornoplošníky – horní strana křídla je na úrovní s vrškem trupu – a
- parasoly (baldachýny) – křídlo je umístěno na prutové konstrukci, není přímo napojeno na trup.

Jeden z prvních jednoplošníků sestavil rumunský vynálezce Traian Vuia roku 1906, uletěl s ním 12 m. O dva roky později přeletěl svým jednoplošníkem Louis Blériot kanál La Manche. Tento muž byl propagátorem jednoplošníků. Dokonce se rozešel i se svým profesním společníkem, který naopak fandil dvouplošné konstrukci. 
V roce 1915 se objevil úspěšný stíhací letoun Fokker E.III, ten však byl značně křehký a občas se dokonce rozpadl ve střemhlavém letu. Přesto způsoboval pilotům protivníka horké chvilky. Poté jednoplošníky na čas zmizely a znovu se objevily až počátkem 30. let, protože se v letectví začaly používat pevnější materiály. Během druhé světové války už byla většina vojenských letadel jednoplošných a dnes je jednoplošník nejrozšířenější typ. 
Za jednoplošník lze považovat i parní letadlo Alexandra Fjodoroviče Možajského z roku 1882 – zde však není zcela spolehlivě ověřený let.